# Robin Christian Andersen

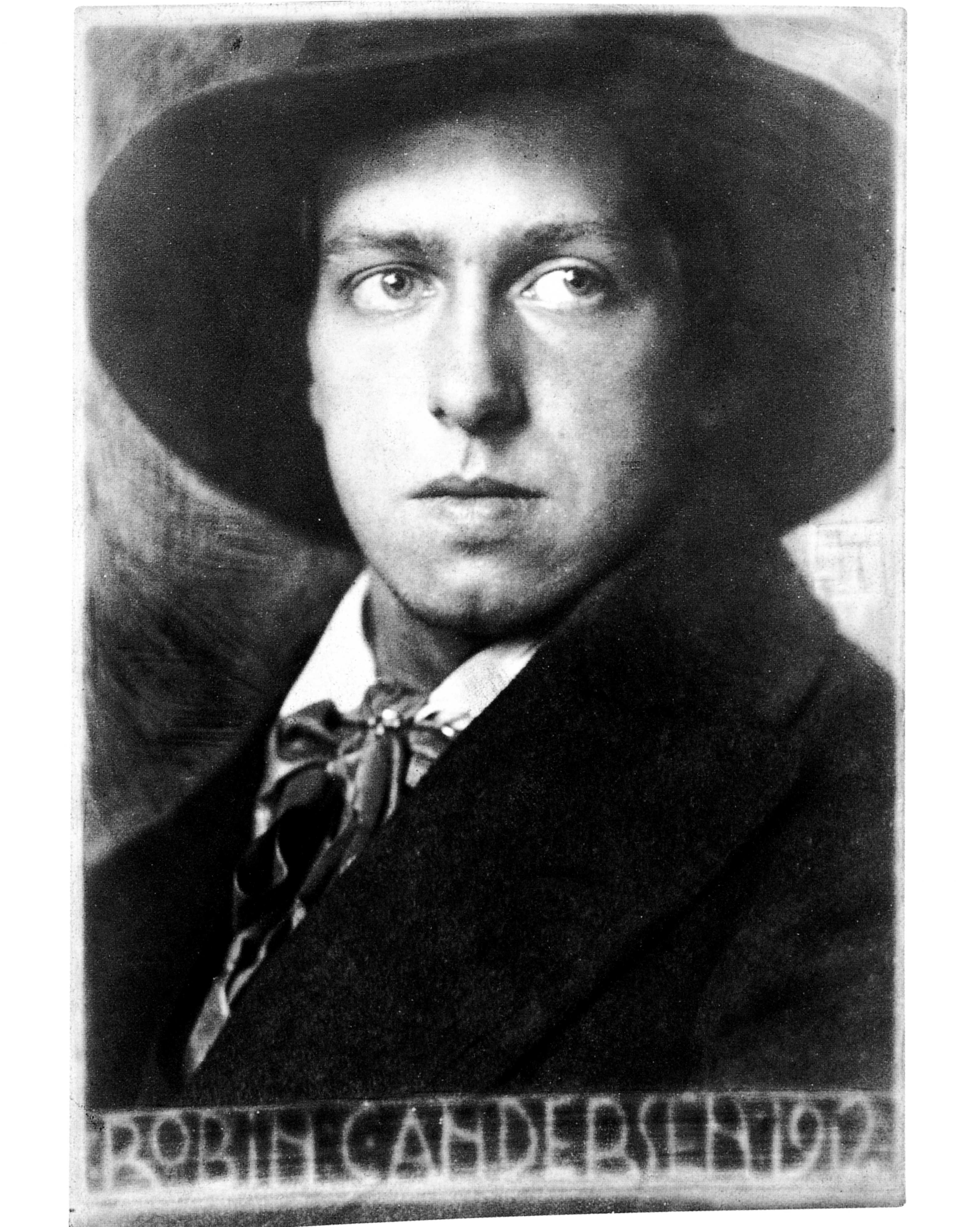
Anton Josef Trčka: Robin Christian Andersen (1912)

Robin Christian Andersen (geboren 17. Juli 1890 in Wien, Österreich-Ungarn; gestorben 23. Jänner 1969 in Wien, Österreich) war ein österreichischer Maler.

## Leben

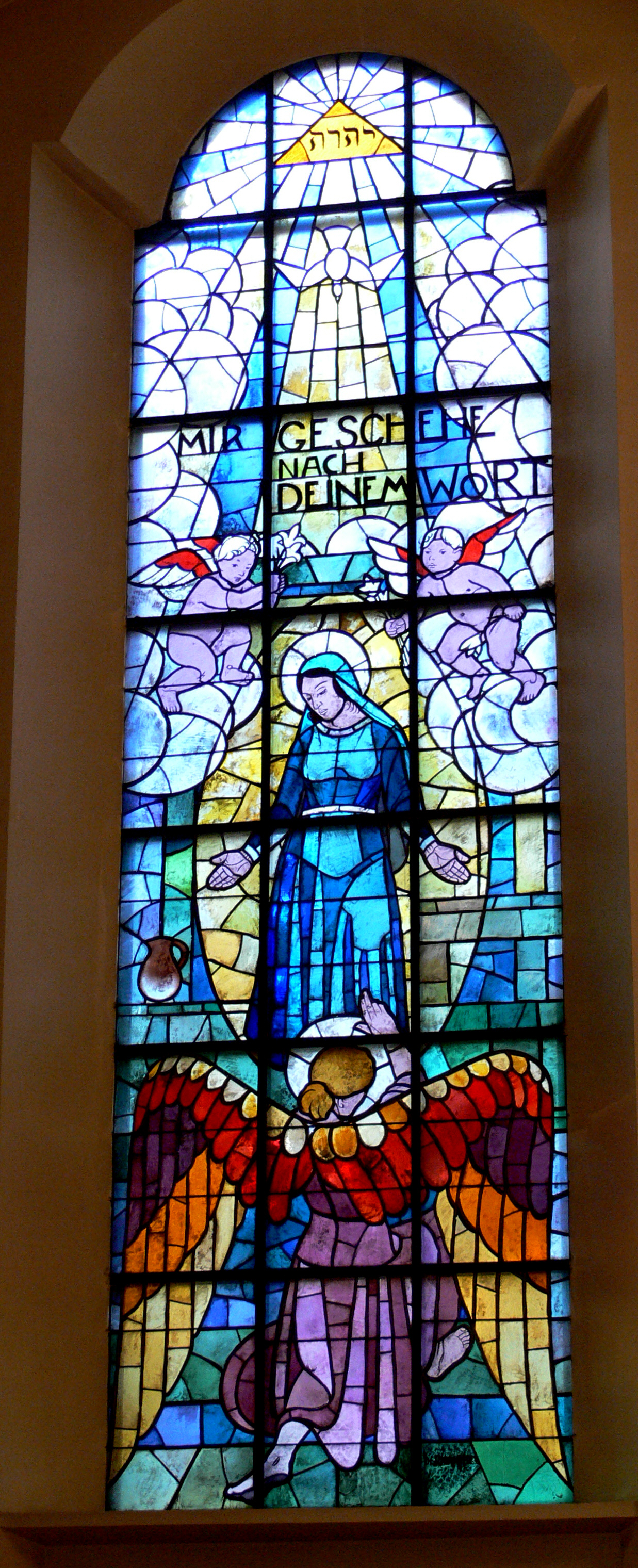
Pfarrkirche Mariahilf in Bregenz, Fenster Verkündigung

Robin Christian Andersen war der Sohn des aus Dänemark stammenden Christian Georgius Andersen. Dieser war in Moerkehus/Mammen, im dänischen Jütland, aufgewachsen und vermutlich gegen 1880 nach Wien übersiedelt, wo er eine Werkstätte für Dekorationsmalerei betrieb. Mutter Ida Franziska Camilla de Couvin stammte aus Ödenburg/Sopron. Beide hatten noch die Töchter Ida Wilhelmine, Christine und Josefine. Ida Wilhelmine (1886–1919) heiratete 1913 den Maler Anton Faistauer. Die Familie Andersen hielt sich auch regelmäßig in Mönichkirchen im niederösterreichisch-steirischen Wechsel auf, wo sie ein Gartenhaus besaß. Vater Christian Georgius und seine Kinder behielten zeit ihres Lebens die dänische Staatsbürgerschaft. 
1905–1907 besuchte Andersen die Malschule Robert Scheffer in Wien. Künstlerkollegen waren unter anderem Anton Faistauer, Gustav Schütt, Anton Peschka und John Quincy Adams. 1907 trat Andersen zur Aufnahmeprüfung an der Akademie der bildenden Künste Wien an, er bestand die Prüfung jedoch nicht. Ein Mitbewerber, der zum gleichen Termin die Aufnahmeprüfung an die Akademie ebenfalls nicht bestand, war damals übrigens Adolf Hitler. 1907–1908 besuchte Andersen die Malschule von Gustav Bauer (ehem. Heinrich Strehblow) in Wien. 1909 und 1910 unternahm Andersen mit seinem einstigen Mitschüler und späteren Schwager Anton Faistauer und dem Maler Gustav Schütt Studienreisen zum Monte Verità bei Ascona und nach Italien. 1911 nahm Andersen an der „Sonderausstellung Malerei und Plastik“ der Neukunstgruppe in den Räumlichkeiten der Künstlergruppe Hagenbund teil, ab nun zählte er zu den Mitgliedern der Neukunstgruppe in Wien, der unter anderem auch Egon Schiele (1890–1918), Albert Paris Gütersloh, Anton Kolig und Anton Faistauer angehörten. Am Beginn des Jahres 1913 erfolgte der Beitritt der meisten Mitglieder der Neukunstgruppe zum Bund österreichischer Künstler – Kunstschau. 
1914 heiratete Andersen Johanna Bruha, genannt Jenny, das Paar hatte einen Sohn, der allerdings vermutlich 1917 bereits im Kleinkindalter verstarb. Wohl aufgrund der dänischen Staatsangehörigkeit wurde Andersen nicht zum Kriegsdienst eingezogen. Im März 1918 nahm Andersen an der legendären, von Egon Schiele organisierten 49. Secessionsausstellung teil. Ebenfalls im Frühjahr 1918 wurde Andersen Mitglied der von Egon Schiele initiierten Neuen Secession Wien, die sich aber bereits nach wenigen Monaten wieder auflöste. Im September 1918 war Andersen Mitbegründer des von Egon Schiele initiierten Sonderbundes österreichischer Künstler Wien, von 1919-21 übte er im Sonderbund die Funktion des Sekretärs und Geschäftsführers aus. 1919 und 1920 nahm Andersen an den Ausstellungen der Salzburger Künstlervereinigung Der Wassermann teil. 1920 wurde er Mitglied im Wiener Hagenbund, aus dem er jedoch spätestens 1923 wieder austrat. 1920 organisierte Andersen eine Ausstellung des Sonderbundes österreichischer Künstler im Kunstverein Winterthur, die im Anschluss auch in Genf und Bern gezeigt wurde. Ab 1922 entwarf Andersen einige Gobelins für die 1921 gegründete Wiener Gobelinmanufaktur. Von 1931 bis 1933 war Andersen Mitglied der Kommission für Kunstankäufe der Gemeinde Wien sowie der Jury des Bundesministeriums für Unterricht für die Verleihung der staatlichen Ehrenpreise an bildende Künstler. Nach der 1932 erfolgten Selbstauflösung des Bundes österreichischer Künstler – Kunstschau wurden Andersen sowie zahlreiche weitere ehemalige Mitglieder des Bundes österreichischer Künstler Mitglieder der Wiener Secession. 1938 oder 1939 wurde Andersen der Titel Professor verliehen. 
Im Sommer 1945 wurde Andersen an die Akademie der bildenden Künste Wien berufen und mit der Leitung einer Meisterschule für Malerei betraut, die er bis zu seiner Emeritierung 1965 innehatte. Von 1946 bis 1948 bekleidete er das Amt des Rektors der Akademie. 1967 organisierte die Wiener Secession eine umfangreiche Retrospektive Andersens, es war die erste und einzige Einzelausstellung zu Lebzeiten des Künstlers.

## Schüler
Von 1919 bis 1945 betrieb Andersen in seinem Atelier in Wien 4., Margaretengürtel 96, eine private Malschule. Privatschülerinnen und -schüler waren unter anderem Franz Elsner und Lisl Engels. Engels trat in sein Atelier mit 14 als jüngste Schülerin ein und machte hier ihre ersten Schritte in Stillleben und Aktzeichnen. An seiner Meisterschule für Malerei an der Akademie der bildenden Künste in Wien erteilte Andersen einen streng an dogmatische Lehrmethoden ausgerichteten Unterricht. Viele Studierende empfanden einen solchen Unterricht aber nicht mehr als zeitgemäß und als zu einschränkend. So traten etwa die späteren Hauptvertreter der Wiener Schule des Phantastischen Realismus, Arik Brauer, Ernst Fuchs, Wolfgang Hutter, Anton Lehmden, zunächst 1945/46 in Andersens Meisterschule, um diese jedoch bereits nach wenigen Monaten wieder zu verlassen und in die Klasse von Albert Paris Gütersloh zu wechseln. Auch Friedensreich Hundertwasser blieb 1949 nur wenige Monate in Andersens Klasse, um darauf die Akademie ganz zu verlassen. Zu Andersens später bekannt gewordenen Studentinnen und Studenten zählen Kurt Absolon, Eduard Angeli, Joannis Avramidis, Liselott Beschorner, Johann Fruhmann, Leopold Ganzer, Franz Grabmayr, Giselbert Hoke und Alfred Kornberger.

## Werke (Auswahl)
Robin Christian Andersen zählt zu den Vertretern einer figurativen Darstellungsweise, die eine Synthese von formaler Strenge und impulsivem Malgestus anstrebt. Andersens frühe Arbeiten, entstanden um und vor dem Ersten Weltkrieg, zeigen eine intensive Auseinandersetzung mit der Kunst von Paul Cézanne, die eine lebenslange Vorliebe des Künstlers für Stillleben und Landschaftsdarstellungen zur Folge haben sollte. In vielen Bildern lässt sich auch eine stilistische Nähe zu den Arbeiten seines Schwagers Anton Faistauer feststellen. In den 1920er Jahren erfolgte eine Annäherung an den Stil Neue Sachlichkeit, die in den 1930er Jahren in eine Bildsprache mündete, die als Synthese von malerisch-expressiven und neusachlichen Stilelementen bezeichnet werden kann. In den Werken der 1940er und 1950er Jahre macht sich eine verstärkte geometrische Strenge, fallweise auch eine Annäherung an die gestische Abstraktion bemerkbar. Die größte Zahl von Gemälden Andersens in institutioneller Hand besitzt heute das Leopold Museum, Wien, gefolgt von der Österreichischen Galerie Belvedere, Wien. Größere Werkgruppen von Arbeiten auf Papier befinden sich in der Albertina, Wien, sowie im Kupferstichkabinett der Akademie der bildenden Künste Wien. Der überwiegende Teil des malerischen Werks des Künstlers befindet sich heute jedoch nach wie vor verstreut in Privatbesitz.

### Gemälde (Auswahl)
- „Mädchen beim Ankleiden“, 1913, Öl auf Leinwand, 120 × 81,5 cm, Privatbesitz
- „Stillleben, Schüssel und Tonkrüge“ 1913, Öl auf Leinwand, 49 × 69 cm, Privatbesitz Salzburg
- Früchtestillleben auf weißem Tuch, 1913, Öl auf Leinwand, 60 × 80,5 cm, Sammlung Stark, Wien
- „Mädchenbildnis im blauen Kleid“, 1913/14, Öl auf Leinwand, 70 × 56 cm, Leopold Museum, Wien, Inv.-Nr. 33
- Blumen in weißer Vase, 1917, Öl auf Leinwand, 50 × 40 cm, Österreichische Galerie Belvedere, Inv.-Nr. 5169
- Wehr in Aspang, 1921, Öl auf Leinwand, 70 × 96 cm, Landesmuseum Niederösterreich, Inv.-Nr. A 776/99
- „Landschaft von Aspang“, 1924, Öl auf Leinwand, 63 × 88 cm, Österreichische Galerie Belvedere, Inv.-Nr. 2500
- Junge Frau mit entblößtem Rücken – „Weiblicher Rückenakt“, um 1925, Öl auf Leinwand, Versteigert durch das Auktionshaus Kinsky, Wien 2014
- „Weiblicher Akt (Eva mit dem Apfel)“, 1928/29, Öl auf Leinwand, 160,5 × 53,5 cm, Courtesy Giese & Schweiger, Wien
- „Blumenlandschaft“, 1928, Öl auf Leinwand, 87,5 × 115 cm, Österreichische Galerie Belvedere, Inv.-Nr. 2836
- „Familienbild Rodulfo Oyarzún Philippi“, 1929, Öl auf Leinwand, Victor Oyarzun Körner, Los Andes, Chile
- Stillleben mit Trauben, Zitronen und Tomaten, 1929, Öl auf Leinwand, 60,5 × 92 cm, Österreichische Galerie Belvedere, Inv.-Nr. 3230
- Stillleben mit Obst, Obstschüsseln und Kürbis auf einem Tisch, um 1929, Öl auf Leinwand, 72,5 × 100,1 cm, Leopold Museum, Wien, Inv.-Nr. 365
- Stillleben mit zwei Früchtetellern auf und unter einem Schemel, um 1930, Öl auf Leinwand, 68,2 × 55,4 cm, Leopold Museum, Wien, Inv.-Nr. 422
- Stillleben mit Begonien und Tomaten, um 1935, Öl auf Leinwand, 87 × 115 cm, Museum der Moderne Salzburg, Inv. BU 3728
- „Landschaft von Pitten“, 1935, Öl auf Leinwand, 75 × 99,8 cm, Österreichische Galerie Belvedere, Inv.-Nr. 3316
- „Stillleben mit Maiskolben“, um 1936, Öl auf Hartfaserplatte oder Leinwand, 82 × 111 cm, Courtesy Kunsthandel Wienerroither & Kohlbacher, Wien
- „Selbstbildnis“, um 1940, Öl auf Leinwand, 100 × 71,5 cm, Österreichische Galerie Belvedere, Inv.-Nr. 3791
- „Spielende Knaben (Bewegungsstudie)“. Gemalte Variante zum Kachelwandbild „Das Leben am Wasser“ in Wien 16., um 1952, Öl auf Hartfaserplatte, 64 × 84 cm, Privatbesitz, Wien
- „Donau zwischen Leopoldsberg und Klosterneuburg“, um 1952, Öl auf Leinwand, 82 × 107 cm, Wien Museum, Inv.-Nr. 105.118
- Landschaft mit See, um 1952, Öl auf Leinwand, 50,7 × 60,2 cm, Leopold Museum, Wien, Inv.-Nr. 566
- Stillleben mit Obstschüssel, Kürbisteller und Tassen, um 1954, Öl auf Leinwand, 59 × 65,5 cm, Courtesy Giese & Schweiger, Wien
- „Dächer von Mönichkirchen mit Wildganshaus I“, um 1957, Öl auf Leinwand, 83 × 107,5 cm, Leopold Museum, Wien, Inv.-Nr. 446
- Die Klavierträger, um 1959, Öl auf Leinwand, 100 × 119 cm, Privatbesitz Kalifornien, Courtesy Kunsthandlung Zöchling, Wien

### Entwürfe für Gobelins
- „Verdüre mit Affen und Vögeln“, ausgeführt von der Wiener Gobelinmanufaktur, 1922, 190 × 250 cm, Österreichisches Museum für angewandte Kunst, Wien
- „Reiher am Wasser“, ausgeführt von der Wiener Gobelinmanufaktur, 1923, 176 × 207 cm, Belvedere, Wien, Inv. 2834, Dauerleihgabe im Österreichischen Museum für angewandte Kunst, Wien
- „Ziehende Reiher im Schilf“, ausgeführt von der Wiener Gobelinmanufaktur, 1924, ca. 300 × 400 cm, Oesterreichische Nationalbank Wien, 1979 verbrannt
- „Hakenkreuz auf Blumengrund“, ausgeführt von der Wiener Gobelinmanufaktur, 1938, 210 × 280 cm, Österreichisches Museum für angewandte Kunst, Wien

### Sonstige Arbeiten
- Fünf sogenannte gemalte Gobelins für den Festspielsaal, Großes Festspielhaus, Salzburg, 1926, je 215 × 175 cm
- Vier Glasfenster für die Pfarrkirche Bregenz-Mariahilf in Bregenz-Vorkloster, 1931, je 685 × 200 cm, Entwürfe nach Skizzen von Anton Faistauer, ausgeführt von der Innsbrucker Glasmalereianstalt
- Wandfries „Jesus segnet die Kinder und die Kranken“ für die Eingangshalle des Kinderkrankenhauses der C.-M.-Frank-Stiftung in Lilienfeld, 1935, 200 × 1000 cm, der Wandfries wurde später jedoch übermalt
- Entwurf für Glasfenster im Treppenhaus der Tabakfabrik Linz, 1935, 218 × 391 cm, ausgeführt von Josef Raukamp, Linz
- Wandbild „Das Leben am Wasser“ für die Wohnhausanlage in Wien 16., Wernhardtstraße 12–16, bemalte Kacheln, 700 × 350 cm. Die Vorarbeiten begannen 1952, der offizielle Auftrag von der Stadt Wien erfolgte 1954, zur Ausführung gelangte die Arbeit 1957 mit Unterstützung der Keramikkünstlerin Herta Bucher

## Auszeichnungen
- 1925: Goldene Ehrenmedaille des Wiener Künstlerhauses
- 1933: Verleihung des Ehrenpreises der Julius Reich Künstlerstiftung
- 1953: Preis der Stadt Wien für Bildende Kunst